# Schallmesswagen

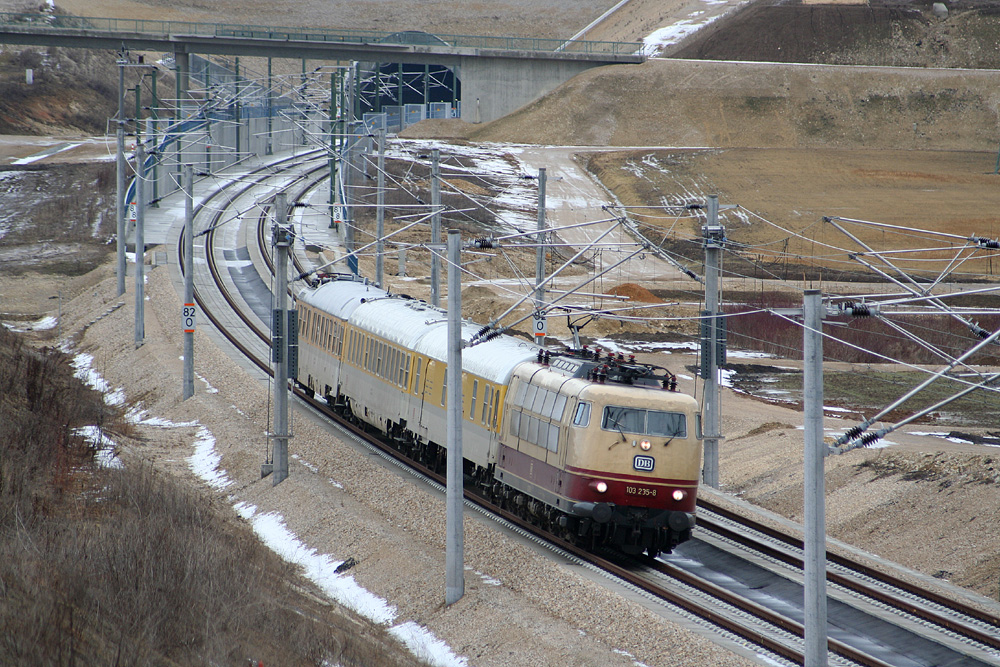
103 235 mit dem Schallmesszug auf der Schnellfahrstrecke Nürnberg–Ingolstadt nahe dem Geisbergtunnel

Der Schallmesswagen ist ein speziell entwickeltes Schienenfahrzeug der DB Systemtechnik, mit dem der akustische Zustand der Fahrflächen von Schienen gemessen werden kann. Das Fahrzeug gehört der Wagengattung Dienstümh 306 an und hat die Fahrzeugnummer 63 80 99-95 015-3.

## Fahrzeug
Das Fahrzeug wurde aus einem ehemaligen Speisewagen der US-Armee umgebaut. Er läuft an einer Seite auf einem besonderen Drehgestell ohne Bremsen und dessen Achsen innerhalb relativ kurzer Zeit ausgewechselt werden können, um einen möglichst konstanten Zustand mit glatten Laufflächen der Räder und deren gleichmäßigen Lauf zu gewährleisten.
In einem Abteil wurde eine reflexionsarme Kabine eingerichtet, in der das Rollgeräusch mit einem Mikrofon direkt über einer Öffnung im Wagenboden und unmittelbar über dem ungebremsten Drehgestell gemessen wird. Wegen einer Rostsanierung wird der Abstandswagen 63 80 99-91 007-4 derzeit als Schallmesswagen betrieben. (Stand 2023)

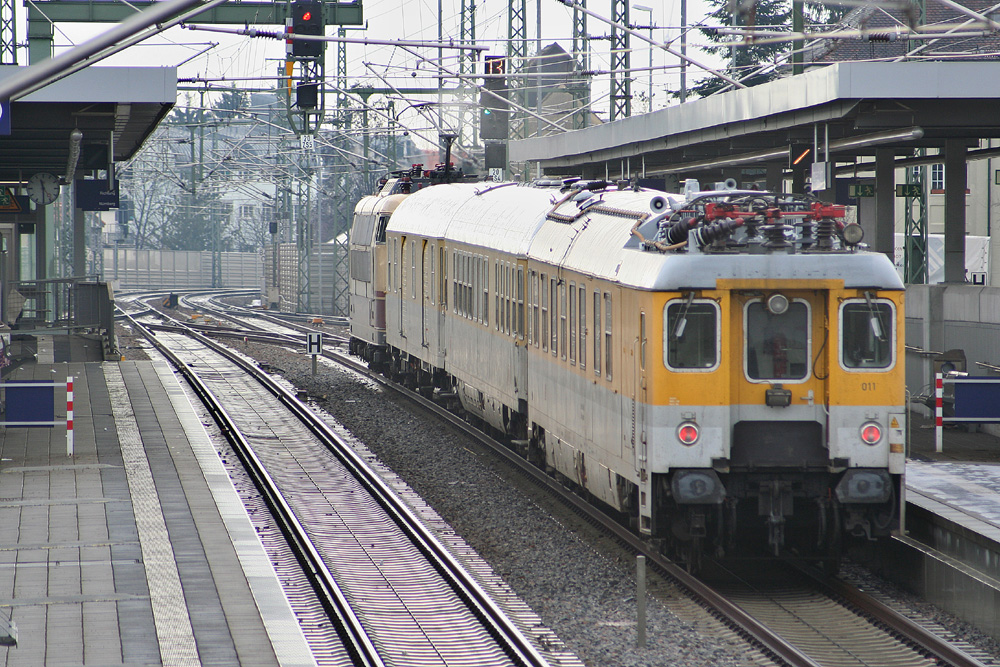
Der ehemalige Steuerwagen 63 80 99-95 011-2 des Schallmesszuges

Der Schallmesswagen läuft in der Mitte eines Wendezuges, der aus einer Lokomotive und drei Wagen gebildet wird. Als Lokomotiven kommen derzeit 120 125-0, 182 506-6 oder 101 020-6 von DB Systemtechnik zum Einsatz.
Zwischen Lokomotive und Messwagen befindet sich ein Schutzwagen, der dazu dient, Geräusche der Lokomotive vom Messvorgang fernzuhalten. Am Ende des Zuges befand sich bis Ende 2020 in der Regel der indirekte Steuerwagen 63 80 99-95 011-2 (Indirekt, hier kann nur gebremst, jedoch keine Leistung aufgeschaltet werden), der die Fahrt – beschränkt durch die indirekte Steuerung auf 140 km/h – in die Gegenrichtung erlaubt.
Seit Anfang 2022 findet der ehemalige München-Nürnberg-Express-Steuerwagen 73 80 80-91 310-1 (Bauart Bpmbdzf 296.3) planmäßig als Steuerwagen Verwendung. Mit diesem ist es möglich auch geschoben 200 km/h zu fahren. Zudem besitzt er im Gegensatz zu den anderen Steuerwagen von DB Systemtechnik eine direkte Zeitmultiplexe-Wendezug-Steuerung. Als dieser noch nicht zur Verfügung stand, wurde auf den Funkmesswagen 63 80 99-92 014-1 zurückgegriffen, der im Elok-Betrieb analog zum 63 80 99-95 011-2 auch als indirekter Steuerwagen betrieben wird. Auch heute noch springt dieser Funkmesswagen ab und zu für den roten Bpmbdzf 296.3 ein.
Die Einheit ist für eine Geschwindigkeit bis 200 km/h zugelassen. Dadurch können die Messungen während des planmäßigen Zugverkehrs stattfinden, ohne diesen zu behindern.

## Messung
Der Schallmesswagen liefert Angaben über den Fahrflächenzustand einer Strecke und bildet messtechnisch die Grundlage, um das Verfahren „Besonders überwachtes Gleis“ anzuwenden, das nach der Richtlinie Schall03 auch Bestandteil einer Planfeststellung sein kann.
Die Messung erfolgt bei Geschwindigkeiten zwischen 80 km/h und 200 km/h. Innerhalb dieser Geschwindigkeitsgrenzen wird der Schallmesswagen kalibriert unterhalten.
Die mit dem Schallmesswagen ermittelten Ergebnisse entsprechen denen einer Außenmessung
- in 25 m Abstand,
- in 3,5 m Höhe über Schienenoberkante,
- bei Mischbetrieb aus Güter-, Hochgeschwindigkeits-, Fern- und Regionalverkehr.

## Quelle
- Forschungs- und Technologie-Zentrum der Deutschen Bahn AG (Hrsg.): Der Schallmesswagen – Das besonders überwachte Gleis. o. O., o. J.